# Kurt Mandelbaum
Kurt Mandelbaum (geboren 13. November 1904 in Schweinfurt; gestorben 28. September 1995 in London; Pseudonyme Erich Baumann und Kurt Baumann), ab 1947 Kurt Martin, war ein deutsch-britischer Ökonom.

## Leben und Tätigkeit

### Ausbildung und Tätigkeit am Frankfurter Institut für Sozialforschung
Mandelbaum war der Sohn eines Arztes. Nach dem Schulbesuch studierte er von 1922 bis 1923 Nationalökonomie, Philosophie und Soziologie an den Universitäten Würzburg und München. Ab 1923 setzte er seine Studien in Berlin fort, wo Werner Sombart und Ladislaus von Bortkiewicz zu seinen Lehrern gehörten. Während dieser Zeit war er am Institut von E Vargas in Berlin tätig.
Auf Vermittlung von Karl Korsch kam Mandelbaum an das Frankfurter Institut für Sozialforschung, dessen Leiter Carl Grünberg seine Dissertation über die Debatte über das Imperialismusproblem in der deutschen Sozialdemokratie in den Jahrzehnten vor dem Ersten Weltkrieg betreute. 1926 wurde er mit dieser zum Dr. phil. promoviert. 
Nach seiner Promotion war Mandelbaum von 1926 bis 1927 Assistent von Gustav Mayer und anschließend bis 1933 Assistent des stellvertretenden Institutsleiters Friedrich Pollock am Institut für Sozialforschung. Während dieser Jahre forschte er hauptsächlich zu Fragen der Wirtschaftsplanung und Industrialisierung der Sowjetunion. 1929 gab er zudem die Briefe von Marx und Engels an Nikolai Danielson erstmals in deutscher Sprache heraus.
Politisch war Mandelbaum seit 1922 in der KPD organisiert, aus der er 1926 wegen enger Kontakte zur Korsch-Gruppe ausgeschlossen wurde.

### Emigration (1933 bis 1945)
Unmittelbar nach der Machtergreifung der Nationalsozialisten schlossen die neuen Machthaber das Institut für Sozialforschung. Mandelbaum zog zunächst nach Genf, wo er kurze Zeit an der dortigen Zweigstelle des Instituts für Sozialforschung arbeitete. Anschließend ging er nach Wien und später nach Paris. Dort schloss er sich der Emigrantengruppe Neu Beginnen an, in deren programmatischen Diskussionen er eine wichtige Rolle spielte.
1935 siedelte Mandelbaum nach Großbritannien über. Dort verfasste er weiterhin Artikel für die Zeitschrift für Sozialforschung. Außerdem verwaltete er einen Teil des Vermögens des nach New York übergesiedelten Instituts für Sozialforschung. 1940 erhielt Mandelbaum schließlich eine Anstellung am Institute of Statistics der Universität Oxford, wo er bis 1950 – zeitweise als Assistent von William Beveridge – forschte. 1945 veröffentlichte Mandelbaum sein Hauptwerk, das sich mit dem Thema der Industrialisierung rückständiger Gebiete (backward areas) befasste. Mit dieser Arbeit wurde er zu einem der Begründer der Entwicklungsökonomik.
Von den nationalsozialistischen Polizeiorganen wurde Mandelbaum nach seiner Emigration als Staatsfeind eingestuft: Um 1937 wurde er offiziell ausgebürgert. Im Frühjahr 1940 setzte das Reichssicherheitshauptamt in Berlin ihn auf die Sonderfahndungsliste G.B., ein Verzeichnis von Personen, die im Falle einer erfolgreichen deutschen Invasion Großbritanniens durch die Sonderkommandos der SS-Einsatzgruppen mit besonderer Priorität ausfindig gemacht und verhaftet werden sollten.

### Nachkriegszeit
1950 wechselte Mandelbaum – der seinen Namen 1947 in Martin geändert hatte – an die Universität Manchester, an der er bis 1969 tätig blieb. Während dieser Zeit hatte er maßgeblichen Anteil am Aufbau der Wirtschaftswissenschaftlichen Fakultät (Department of Economics) dieser Universität. Außerdem war er ab 1964 Mitherausgeber der von ihm mitbegründeten Zeitschrift Journal of Development Studies. Unterbrochen wurde Martins Forschungs- und Lehrtätigkeit in Manchester von zwei je einjährigen Beurlaubungen, während denen er als Gastdozent an der Universität Princeton und beim Harvard International Advisory Service in Indonesien lehrte.
1969 wurde Martin Professor für Entwicklungsstudien (Professor of Development Studies) am Institute for Social Studies in Den Haag. Dort unterrichtete er Studenten im Aufbaustudium (postgraduate students) aus Entwicklungsländern im Thema Wirtschaftsplanung. Daneben gab er die Institutszeitschrift Development and Change heraus. 1986 ging er in den Ruhestand.

## Schriften
Als Autor:
- Die Erörterungen innerhalb der deutschen Sozialdemokratie über das Problem des Imperialismus (1895-1914). Frankfurt am Main 1926 (Dissertation).
- mit Friedrich Pollock: Autarkie und Planwirtschaft. In: Zeitschrift für Sozialforschung. Jg. 2 (1933), S. 79–103.
- mit Gerhard Meyer: Zur Theorie der Planwirtschaft. In: Zeitschrift für Sozialwissenschaften. 1934, S. 228–262.
- The Industrialization of Backward Areas. Oxford 1945 (Neuauflagen u. a. 1955, 1961).
- Sozialdemokratie und Leninismus. Zwei Aufsätze. Rotbuch, Berlin 1974.
- Staatskapitalismus? Probleme der Planbarkeit der kapitalistischen Gesellschaft. Ein Rückblick auf die Diskussion im alten Frankfurter Institut für Sozialforschung. In: Werner Schulte (Hrsg.): Soziologie in der Gesellschaft. Referate aus den Veranstaltungen der Sektionen der Deutschen Gesellschaft für Soziologie, der Ad-hoc-Gruppen und des Berufsverbandes Deutscher Soziologen beim 20. Deutschen Soziologentag in Bremen 1980. Bremen 1981, S. 903–907 (als Kurt Martin).

Als Herausgeber:
- Die Briefe von Karl Marx und Friedrich Engels an Danielson (Nikolaison). Leipzig 1929.